# Edward Jones (statistico)
Edward Davis Jones (Worcester, 7 ottobre 1856 – New York, 16 febbraio 1920) è stato un matematico statunitense.
Specializzato in statistica, è noto soprattutto per essere stato il "Jones" nel Dow Jones Industrial Average.
Laureatosi alla Worcester Academy di Worcester, ha cofondato la Dow, Jones & Company nel 1882 insieme a Charles Dow e Charles Bergstresser.
| Controllo di autorità | VIAF (EN) 50086896 · ISNI (EN) 0000 0000 1217 2716 · LCCN (EN) no2025034973 · GND (DE) 121600874 |